# Bossányi Katalin-díj
A Bossányi Katalin-díjat azok az újságírók nyerhetik el, akik tevékenységükkel Bossányi Katalin munkásságának szellemiségét őrzik.
Az 1999-ben elhunyt, egyedülállóan sokoldalú újságírónő emlékére – a Népszabadság, a Heti Világgazdaság és a Zwack Unicum Nyrt. támogatásával – alapított elismerést a Bossányi Katalin Emlékalapítvány kuratóriuma 2002 óta ítéli oda évente – a névadó születésének évfordulóján – az arra érdemes három újságírónak, három kategóriában: publicisztika, gazdasági újságírás és életmű.
A díj egy törött lábú íróasztalt mintázó, a néhai újságíró arcképét őrző plakett, mely Zsemlye Ildikó szobrászművész alkotása. Ezen felül a díjazottak pénzjutalomban is részesülnek. Ennek összege 2005-ben 500 000 forint volt.

## Díjazottak

### 2000-es évek

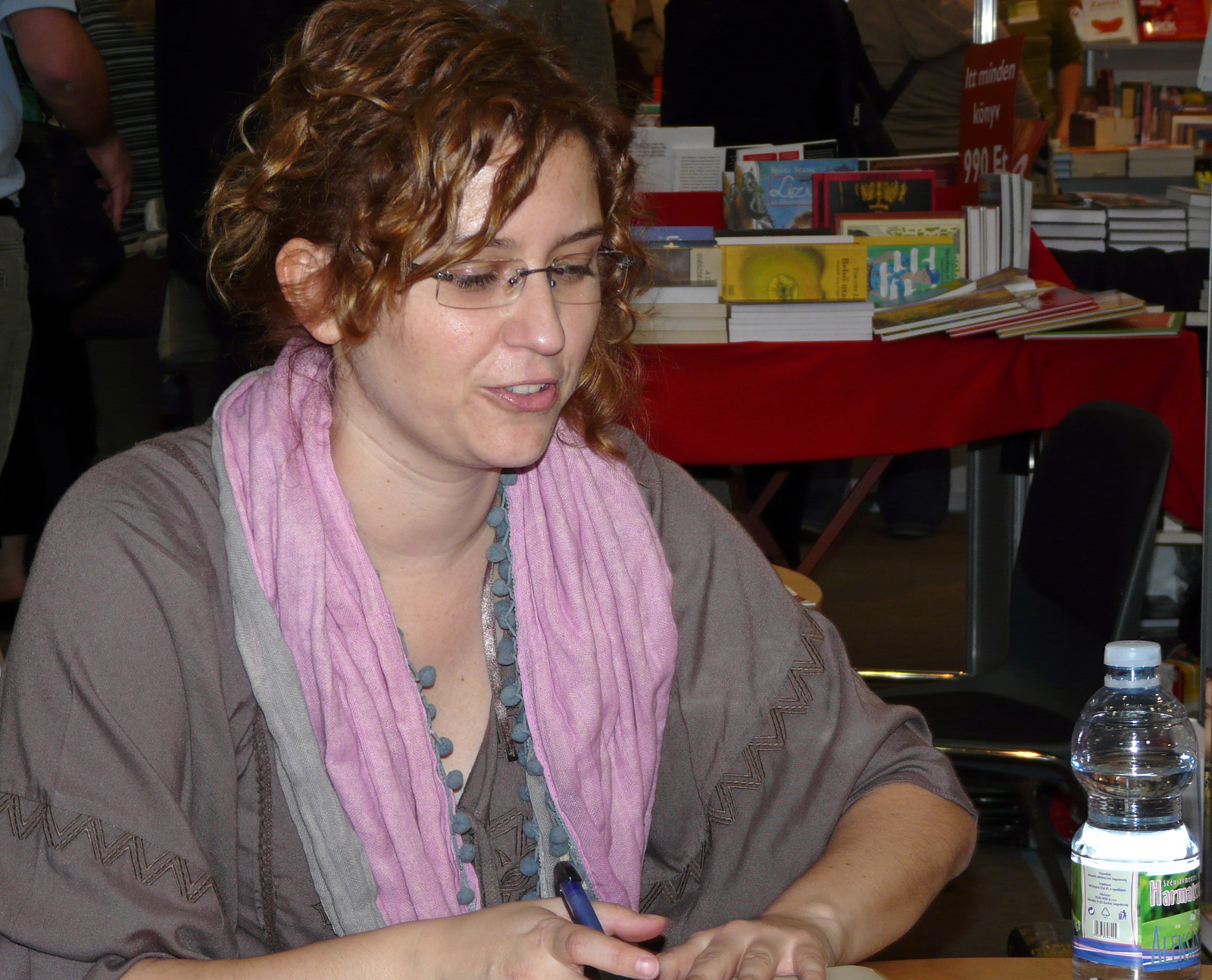
Veiszer Alinda a Budapesti Nemzetközi Könyvfesztiválon (2011. április)

| 2002 - Nagy N. Péter - Ráday Eszter - Várhegyi Éva 2003 - Gömöri Endre - Mihancsik Zsófia - Szántó Anikó 2004 - Aczél Endre - Berecz Anna - Krajczár Gyula 2005 - Krizsó Szilvia (Magyar Televízió) - Blahó Miklós (Népszabadság) - Megyesi Gusztáv (Élet és Irodalom) | 2006 - Farkas Zoltán - R. Székely Julianna - Várkonyi Iván 2007 - Kálmán Olga (ATV) - Mester Ákos (168 Óra) 2008 - Friderikusz Sándor - Parászka Boróka - Tóth Levente 2009 - Veiszer Alinda, televíziós riporter (MTV) - Tamás Ervin (Népszabadság) - Kocsis Györgyi gazdasági elemző (HVG) |

### 2010-es évek
| 2010 - Kovács Zoltán, az Élet és Irodalom főszerkesztője - Marnitz István, a Népszabadság gazdasági rovatának munkatársa - Pikó András, a Klubrádió műsorvezetője 2011 - Gáti Júlia (HVG) - Nagy József (Figyelőnet) - Tóth Ákos (Népszabadság) 2012 - Exterde Tibor (InfoRádió) - Révész Sándor (Népszabadság) - Friss Róbert 2013 - Rényi Pál Dániel publicisztika kategóriában - Ferenczi Krisztina tényfeltáró újságírás - Rangos Katalin életműdíj - hvg.hu szerkesztőség kollektív díj (a díj történetében először került átadásra) 2014 - Hargitai Miklós (Népszabadság) - Brückner Gergely (Figyelő) - Porcsin Zsolt (Hajdú-Bihari Napló, majd vagy.hu) - Szénási Sándor életműdíj (168 Óra) | 2015 - Boros Krisztina (RTL Klub) - Rádi Antónia (Átlátszó.hu) - Magyar Narancs szerkesztősége kollektív díj 2016 - Mészáros Antónia (ATV) - Tóta W. Árpád (HVG) - Ónody-Molnár Dóra (168 óra) 2017 - Keller-Alánt Ákos (Magyar Narancs) - Baló György - Népszabadság közössége 2018 - Pető Péter (24.hu) - Rajnai Attila - Váncsa István (ÉS) 2019 - Bolgár György (Klubrádió) - Joó Hajnalka (HVG) |